# Advanced Systems Format
Advanced Systems Format (ASF; dawniej Advanced Streaming Format) – kontener multimedialny stworzony przez Microsoft na potrzeby platformy Windows Media.
Format ASF wykorzystywany jest najczęściej do przechowywania strumieni danych zakodowanych za pomocą Windows Media Audio (WMA) lub Windows Media Video (WMV).
ASF jest objęty patentem i według obowiązującej licencji nie jest możliwa konwersja plików ASF do innego formatu. Dodatkowo w związku z restrykcjami patentowymi, użytkownicy innych systemów operacyjnych niż Windows nie mogą odtwarzać tych plików.